# Santa Croce Bigolina (Cittadella)
Santa Croce Bigolina (Santa Croxe in veneto) è una frazione del comune di Cittadella, in provincia di Padova.
Posta nella parte nord ovest del territorio comunale, dista 5,40 chilometri dal nucleo centrale del comune di Cittadella di cui essa fa parte, e sorge a 60 metri sul livello del mare. È situata nel cuore della pianura veneta, al confine tra alta e bassa pianura. Il territorio sul quale è situata Santa Croce Bigolina si estende ad est del fiume Brenta, ed è estremamente pianeggiante in quanto si trova su un terreno un tempo spazzato dalle piene del corso d'acqua.
Confina con Tezze sul Brenta a nord e a nord ovest, con Stroppari (frazione di Tezze sul Brenta) a nord, con Laghi (altra frazione di Cittadella) a nord est e a est, con Cittadella a sud est, con Fontaniva a sud, e con Camazzole (frazione di Carmignano di Brenta) a ovest e a sud ovest.
Per l'abitato transita la Strada provinciale 24.
Non si conosce l'origine del nome.
La chiesa parrocchiale è dedicata a Santa Croce.
Il fiume Brenta oggi scorre a ovest del centro di Santa Croce Bigolina; in questo tratto il suo alveo si allarga fino a circa 1 km; proprio per questo spesso l'acqua scompare sotto i sassi e riemerge più a valle. Fino agli anni sessanta-settanta il corso del fiume era navigabile; il letto si è abbassato e allargato in seguito ai lavori di estrazione di ghiaia.